# Plano de Espinosa

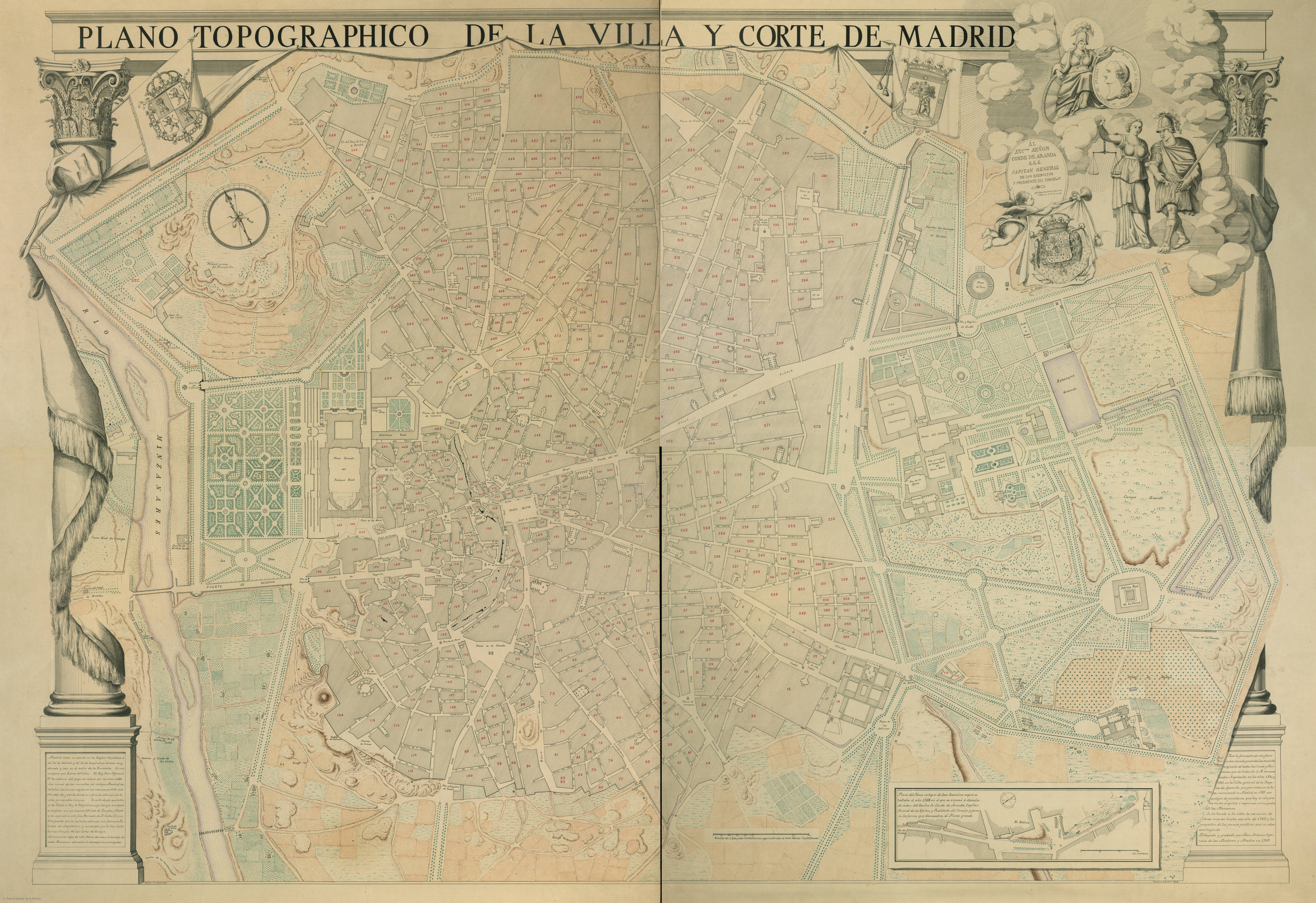
Plano de Madrid de Antonio Espinosa de los Monteros (1769)

El Plano topográphico de la Villa y Corte de Madrid al Excmo. Sr. Conde de Aranda, Capitán General de los Exércitos y Presidente del Consejo, más conocido como el plano de Espinosa, completado en 1769, fue realizado por Antonio Espinosa de los Monteros (Murcia, 1732 – Segovia, 1812), grabador e impresor español, miembro de la Real Academia de Bellas Artes de San Fernando, que trabajó en la Casa de la Moneda de Sevilla y en la de Segovia. Para su construcción utilizó los levantamientos de la Visita General, y cuya única copia conservada pertenece a la Real Academia de la Historia.
En la ficha de la Biblioteca Nacional de España puede leerse el siguiente texto de Félix Boix «En el año 1769, D. Antonio Espinosa de los Monteros y Abadía, individuo de la Real Academia de San Fernando, dibujó y grabó, por orden del Conde de Aranda, un gran plano de Madrid dividido en nueve hojas y en escala de 1 por 1.900 aproximadamente, que dedicó al referido Ministro, y en el que se representaron las obras entonces en construcción y hasta alguna de las proyectadas. Para la formación de este plano se tuvieron presentes los minuciosos trabajos realizados en cumplimiento de la Cédula Real que dispuso se hiciese la visita general para la Regalía de aposento, labor que, comenzada en 1750 y repetida en 1766, llevaron a cabo cuatro arquitectos bajo la dirección de D. Nicolás de Churriguera, por quien están autorizados los planos de las 557 manzanas, en escala de 1 por 300, a las que entonces se dio numeración, que por primera vez aparece en el plano de Espinosa». 
Espinosa también colaboró en el dibujo reducido de la Planimetría General, y en la agrupación de manzanas en los 64 barrios que ilustran la Guía de Madrid de Juan Francisco González.
Ortega Vidal relata en su estudio sobre Los planos históricos de Madrid y su fiabilidad topográfica que el arquitecto Antonio López Aguado, en un presupuesto presentado el mes de julio de 1816, facilitaba el dato del coste del plano de Espinosa, 150.800 reales; y que poco más de la tercera
parte, 66.358 reales, se reservaron para la gran maqueta de Madrid de
León Gil de Palacio, construida entre noviembre de 1828 y
1830, y conservada en el Museo de Historia de Madrid.

## Datos técnicos
Gran plano mural rectangular de 2.445 × 1.765 mm., a partir del montaje de nueve hojas. Escala gráfica de 1.200 pies castellanos (es decir 181 mm.); dando como resultado una escala de 1/1.847,3.
Molina Campuzano es uno de los investigadores que primero propuso la posibilidad de que el de Espinosa se formase sobre la plantilla del de Teixeira, «insertando en
su estructura general las manzanas actualizadas y dibujadas en la Visita General».